# Franklin Shoals
Franklin Shoals är sandbankar i Antarktis. De ligger i Östantarktis. Nya Zeeland gör anspråk på området.